# Торторелла
Торторелла (итал. Tortorella) — коммуна в Италии, располагается в регионе Кампания, в провинции Салерно.
Население составляет 562 человека (2008 г.), плотность населения составляет 12 чел./км². Занимает площадь 49 км². Почтовый индекс — 84030. Телефонный код — 0973.
Покровителем коммуны почитается святой Вит, празднование 15 июня.

## Демография
Динамика населения:

## Администрация коммуны
- Официальный сайт: http://www.comune.tortorella.sa.it/